# Carex sellowiana
Carex sellowiana är en halvgräsart som beskrevs av Diederich Franz Leonhard von Schlechtendal. Carex sellowiana ingår i släktet starrar, och familjen halvgräs. Inga underarter finns listade i Catalogue of Life.